# Isradipin
Isradipin je organsko jedinjenje, koje sadrži 19 atoma ugljenika i ima molekulsku masu od 371,387 .

## Osobine
| Osobina                  | Vrednost |
| ------------------------ | -------- |
| Broj akceptora vodonika  | 7        |
| Broj donora vodonika     | 1        |
| Broj rotacionih veza     | 6        |
| Particioni koeficijent ( | 2,2      |
| Rastvorljivost (logS, log(mol/L))       | -4,4     |
| Polarna površina (PSA, Å2)  | 103,6    |

## Stereokemija
Isradipin sadrži stereocentar i sastoji se od dva enantiomera, točnije atropizomera. Ovo je racemat, tj. Smjesa od 1: 1 ( R ) i ( S ) - oblika:
| Enantiomeri Isradipin  | Enantiomeri Isradipin  |
| ---------------------- | ---------------------- |
| CAS-Nummer: 84260-63-9 | CAS-Nummer: 84260-64-0 |

## Literatura
- Hardman JG, Limbird LE, Gilman AG (2001). Goodman & Gilman's The Pharmacological Basis of Therapeutics (10. изд.). New York: McGraw-Hill. ISBN 0071354697. doi:10.1036/0071422803.
- Thomas L. Lemke; David A. Williams, ур. (2007). Foye's Principles of Medicinal Chemistry (6. изд.). Baltimore: Lippincott Willams & Wilkins. ISBN 0781768799.

## Spoljašnje veze
|  | Molimo Vas, obratite pažnju na važno upozorenje u vezi sa temama iz oblasti medicine (zdravlja). |